# В'ялицина Ганна Сергіївна
Ганна Сергіївна В'ялицина (англ. Anne Vyalitsyna; 19 березня 1986, Горький), також відома під ім'ям Anne V (Енн Ві) — російська і американська супермодель.

## Біографія
Ганна народилася в Горькому (нині — Нижній Новгород) в родині лікарів. Батько Сергій Аркадійович В'ялицин — спортивний лікар ФК «Волга», мати — педіатр. У віці 15 років почала модельну кар'єру після того, як агенти IMG Models помітили її в Санкт-Петербурзі в пошуках нових облич для mtv's Fashionably Loud Europe. Вона пройшла кастинг і уклала контракт з IMG Paris, а пізніше — з IMG New York.

## Кар'єра
Ганна працювала з такими дизайнерами і брендами, як Alberta Ferretti, Alexander McQueen, Anna Sui, Calvin Klein, Christian Lacroix, Carolina Herrera, Dolce & Gabbana, Emanuel Ungaro, Fendi, Givenchy, Gucci, Helmut Lang, Hussein Chalayan, Issey Miyake, Julien McDonald, Chloé, Louis Vuitton, Marc Jacobs, Max Mara, Moschino, Narciso Rodriguez, Oscar de la Renta, Prada, Ralph Lauren, Roberto Cavalli, Sonia Rykiel, Versace, Anna Molinari, DKNY, Escada, Iceberg, Lancetti, Versus, Victoria's Secret, Yohji Yamamoto і Zara, а також представляла аромат Chance від Chanel.
Вона з'являлася на обкладинках журналів Vogue, ELLE, Glamour і Gloss, у випусках Sports Illustrated Swimsuit Issue за 2005—2009 роки. Знімалася в кліпах «Out Is Through» Аланіс Моріссетт, а також Maroon 5 «Misery» та «Never Gonna Leave This Bed».
Входить в так звану «групу трьох V» — по початкових буквах прізвищ найбільш успішних і затребуваних на початку 2000-х років російських моделей — Наталії Водянової, Ганни В'ялициної і Євгенії Володіної.

## Особисте життя
За заявами таблоїдів з кінця 2009 року недовгий час зустрічалася з американським актором Леонардо Ді Капріо. Втім, сама неодноразово спростовувала цю інформацію, заявляючи лише про дружніх відносинах з Ді Капріо. Мала романтичну зв'язок з вокалістом групи Maroon 5 Адам Левіним, однак у квітні 2012 року після двох років стосунків пара розпалася.
З початку 2013 року по лютий 2014 року В'ялицина зустрічалася з пітчером американського професійного бейсбольного клубу «Нью-Йорк Метс» Меттом Харві.
З 2014 року Ганна зустрічається зі старшим віце-президентом компанії «Yahoo» Адамом Кеханом. 25 червня 2015 року у пари народилася дочка Аляска.

## Фільмографія
| Рік  |   | Українська назва                         | Оригінальна назва      | Роль    |
| ---- | - | ---------------------------------------- | ---------------------- | ------- |
| 2013 | ф | Міцний горішок: Гарний день, щоб померти | A Good Day to Die Hard |         |
| 2014 | ф | Колискова (фільм, 2014)                  | Колискова              | Lullaby |